# گروه کوت فود
گروه کوت فود (انگلیسی: Kout Food Group) شرکت صنایع غذایی کویتی است، که در سال ۱۹۸۲ تأسیس شد.